# کادی پارنیتس
کادی پارنیتس (استونیایی: Kadi Pärnits؛ زادهٔ ۲۶ ژوئن ۱۹۶۵) سیاستمدار، حقوقدان و نماینده سابق مجلس اهل استونی است.